# Nicolas Popescu
Nicolas Popescu, né le 2 janvier 2003 à Istanbul en Turquie, est un footballeur roumain qui évolue au poste de milieu défensif au Farul Constanța.

## Biographie

### En club
Né à Istanbul en Turquie, Nicolas Popescu est formé en Roumanie par l'Académie Gheorghe Hagi, pour ensuite commencer sa carrière dans le club partenaire du Farul Constanța. Il joue son premier match en professionnel le 25 juillet 2021, lors d'une rencontre de championnat face au Gaz Metan Mediaș. Il entre en jeu à la place d'Alexi Pitu et son équipe s'impose par deux buts à zéro.
Alors qu'il a prolongé son contrat de trois ans avec le Farul Constanța le 19 juillet 2022, Popescu quitte le club un mois plus tard, s'engageant avec le FC Voluntari le 17 août 2022, pour une durée de quatre ans, soit jusqu'en juin 2026.
Popescu fait finalement son retour au Farul Constanța dès le 3 janvier 2023, après avoir disputé seulement quatre matchs avec le FC Voluntari.
Il remporte son premier titre en étant sacré champion de Roumanie lors de la saison 2022-2023, le Farul Constanța remportant le premier titre de son histoire,.

### En sélection
Nicolas Popescu représente l'équipe de Roumanie des moins de 16 ans. Il joue un total de trois matchs avec cette sélection entre 2018 et 2019.

## Vie privée
Nicolas Popescu est le fils de Gheorghe Popescu et le neveu de Gheorghe Hagi. Ainsi, il est également le cousin de Ianis Hagi.

## Palmarès
Farul Constanța
- Championnat de Roumanie (1) :
  - Champion : 2022-23.